# Lâm Ca
Lâm Ca là một xã thuộc huyện Đình Lập, tỉnh Lạng Sơn, Việt Nam.
Xã Lâm Ca có diện tích 139,39 km², dân số năm 1999 là 1.933 người, mật độ dân số đạt 14 người/km².
Theo thống kê năm 2019, xã Lâm Ca có diện tích 139,39 km², dân số là 3.509 người, mật độ dân số đạt 25 người/km².